# Engelbrektskyrkan
Engelbrektskyrkan är församlingskyrka i Engelbrekts församling i Stockholms stift. Den är belägen uppe på det gamla kvarnberget i Lärkstaden på Östermalm. Tomten med kyrkan och församlingshuset upptar hela kvarteret Korsnäbben. Kyrkan anses vara arkitekten Lars Israel Wahlmans främsta verk, och dessutom ett av de främsta byggnadsverken från svensk jugend- och nationalromantisk epok. Kyrkan blev uppkallad efter Engelbrekt Engelbrektsson. Fastigheten Korsnäbben 1 är blåmärkt av Stadsmuseet i Stockholm vilket är den högsta klassen och innebär "att bebyggelsen bedöms ha synnerligen höga kulturhistoriska värden".

## Kyrkobyggnaden

### Tomten och planering
På platsen för kyrkan fanns en dominerande bergsknalle kallad Kvarnberget. På dess högsta punkt (37 meter över havet) stod en stolpkvarn ibland kallad Engelbrektskvarnen eller "Kvarnan närmast Lill-Jans". Den byggdes troligen 1775 enligt årtalet på vindflöjeln och revs på 1880-talets mitt. På Alfred Rudolf Lundgrens stockholmskarta syns kvarnen sista gången 1885. Då hade området stadsplanerats för första gången i enlighet med Lindhagenplanen och fått kvartersbeteckningen Domherren. 
Redan 1904 hade Stockholms stad upplåtit mark för församlingens nya huvudkyrka, uppe på Kvarnberget. En ny stadsplan för området kring dåvarande kvarteret Domherren upprättades 1907 av stadsingenjören Gustaf von Segebaden och antogs 1908. Den anknöt till en stadsplan från 1902 ritat av arkitekt Per Olof Hallman. Kyrkkvarteret fick sedermera namnet Korsnäbben som följer Lärkstadens fågelnamn. På grund av den enorma befolkningsökningen på Östermalm under 1800-talets sista decennier delades år 1906 Hedvig Eleonora församling i tre varvid Oscars och Engelbrekts församlingar tillkom.

### Arkitekttävlingen

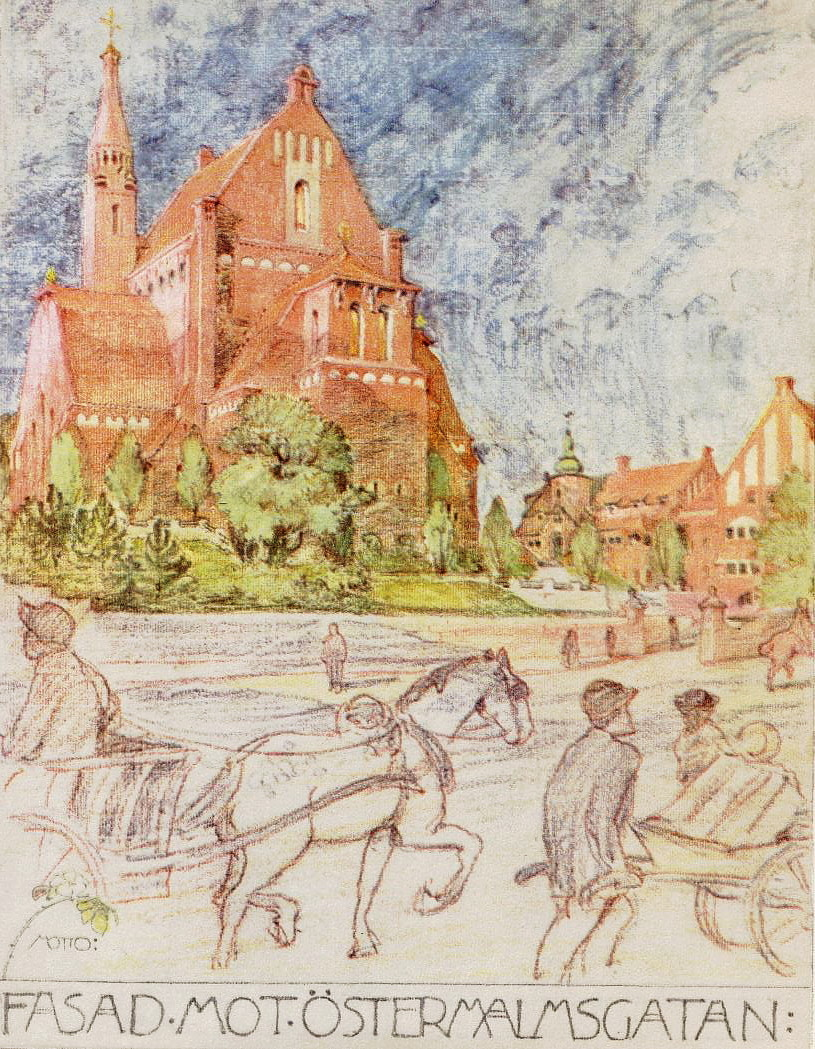
Wahlmans tävlingsförslag.

Den 15 september 1905 tillsattes en prisnämnd av kyrkorådet i Hedvig Eleonora församling. Nämndens uppdrag var att samla in och bedöma tävlingsritningar till en ny kyrka med församlingshus för blivande Engelbrekts församling. I prisnämnden ingick riksantikvarie Hans Hildebrand, politikern Feodor Werner, överintendenten Albert Theodor Gellerstedt samt arkitekterna Ludwig Peterson och Erik Lallerstedt. I december 1905 utlystes sedan en arkitekttävling för den nya kyrkan samt församlingshem. Det inkom 22 förslag. I maj 1906 tilldelades Lars Israel Wahlman tävlingens första pris för förslaget nr 16 med mottot En blomma med kvist. 
Prisnämndens motivering var följande:
| ” | Förslaget är av självständig, helgjuten karaktär med åtminstone vad det yttre angår en för våra förhållanden synnerligen lämplig och på samma gång originell arkitektur, samt äger dessutom följande förtjänster: synnerligen väl ordnad situationsplan, med omsorgsfull tillämpning av terrängförhållandena, väl anordnade ingångar, predikstol och kor synliga från alla platser i kyrkan, vackert belyst interiör, alla kyrkans och församlingshusets detaljer även som kyrkomöblerna vittnade om, att dem givits en god konstnärlig omvårdnad, församlingshusets planer så ordnade, att i detsamma boende familjer ha skilda trappor och förstugor. Interiören visar goda konstruktiva anordningar, men synes dekoreringen av triumfbågen vara av en för våra förhållanden främmande karaktär. Byggnadskostnaden ej överstigande de i programmet uppgivna summorna | „ |

Andra pris gick till förslag nr 7 med motto Församlingsgården inlämnat av arkitekterna Ivar Tengbom och Ernst Torulf. Deras förslag visade en kyrkbyggnad med bastant tvillingtorn. Av ritningarna för Wahlmans vinnande förslag framgår att även hans kyrka hade två västtorn som var betydligt lägre än det enda som senare kom till utförande. I övrigt uppfördes både kyrka och Engelbrekts församlingshus i nära anslutning till Wahlmans ursprungliga intentioner.

### Grundstensläggning och invigning
Grundstenen lades under festliga former på pingstaftonen den 14 maj 1910. Där deltog bland andra kronprins Gustaf Adolf och Sveriges statsminister Arvid Lindman som symboliskt slog tre slag med en murarhammare på grundstenen. Wahlman fungerade själv som arbetsledare under byggets gång. Ansvarig byggmästare var byggnadsingenjören Vilhelm Norrbin som även byggde församlingens nya församlingshus och dessförinnan stod för bygget av församlingens kapell vid Hjorthagen.
Efter fyra års byggtid kunde kyrkan invigas av kyrkoherde Axel Landquist den 25 januari 1914. Närvarande var utöver kyrkorådet och byggnadskommittén även kung Gustaf V, kronprins Gustaf Adolf, prinsessan Margareta och prins Eugén. För övrigt var kyrkan fullbelagd till sista ståplats. Kyrkokören framförde en nyskriven kantat som enligt Stockholms-Tidningen visade att kyrkan var ett "briljant musikrum med utmärkt akustik".

### Konstnärlig utsmyckning
Wahlman var även ansvarig för utformningen av en stor del av kyrkans inventarier såsom altarprydnad, dopfunt, kyrksilver och textilier. Olle Hjortzberg utförde kormålningen och utsmyckade dopkapellets väggar. Tore Strindberg gjorde stuckreliefer och Filip Månsson skapade kalkmålningar. 
Olga Lanner formgav och tillverkade kyrkans altaruppsats, sju smidda silversköldar. Hon formgav även de fyra nioarmade golvkandelabrar i järnsmide som är placerade längst fram i kyrkan.  

### Kyrkans klockor

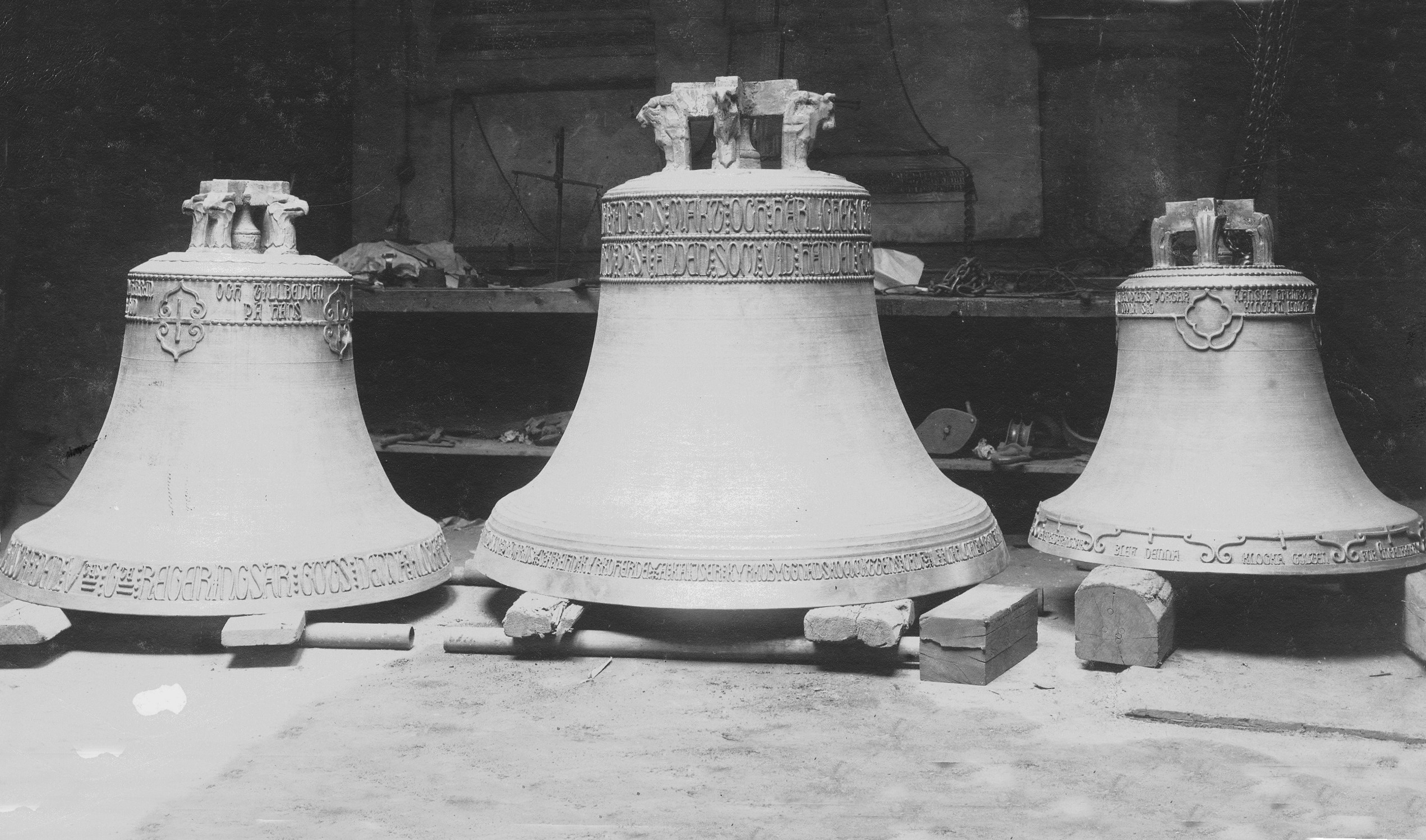
Engelbrektskyrkans klockor på Bergholtz klockgjuteri, 1913. Från vänster: Mellanklockan, Storklockan och Lillklockan.

Tre av kyrkklockorna tillverkades 1913 av Bergholtz klockgjuteri i Stockholm, de var gestaltade av Wahlman. Bergholtz gjuteri göt även den fjärde klockan som kom på plats 1952.
- Storklockan, inskription:

| ” | Anno Domini 1913, då Gustav V var Sveriges Konung, J. A. Ekman ärkebiskop, J. Fr. Håhl pastor primarius, C. A. Rehn kyrkoherde, A. Kaijser kyrkobyggnadskommitténs ordförande, L. I. Wahlman kyrkans arkitekt, blev denna klocka gjuten för Engelbrekts församlings nya kyrka i Stockholm. - Gamla, unga må lovsjunga Faderns makt och härlighet. Och hembära Sonen ära för så stor barmhärtighet, Prisa Anden, som vid handen förer oss till salighet. | „ |

- Mellanklockan. inskription:

| ” | År 1913 i Konung Gustav V:tes sjätte regeringsår blev denna klocka gjuten för Engelbrekts församlings nya kyrka i Stockholm. - Upphöjen Herren, vår Gud, och tillbedjen på hans heliga berg, ty Herren, vår Gud är helig. | „ |

- Lillklockan, inskription:

| ” | År 1913 i Konung Gustav V:tes sjätte regeringsår blev denna klocka gjuten för Engelbrekts församlings nya kyrka i Stockholm. - Hör Gud ännu sin nåd dig bjuder. Se templets portar öppna sig. Kanske härnäst, då klockan ljuder, Upplåtes gravens port för dig. | „ |

- Klockan från 1952, inskription:

| ” | År 1952 i Konung Gustav VI Adolfs andra regeringsår blev denna klocka gjuten för Engelbrektskyrkan i Stockholm. - Som Moses på sitt berg en gång. Jag ropar dig Guds bud och lag, Likt Davids harpolek och sång, Jag sjunger Herrens välbehag. Men först och sist är Jesus Krist. | „ |

### Arkitektur

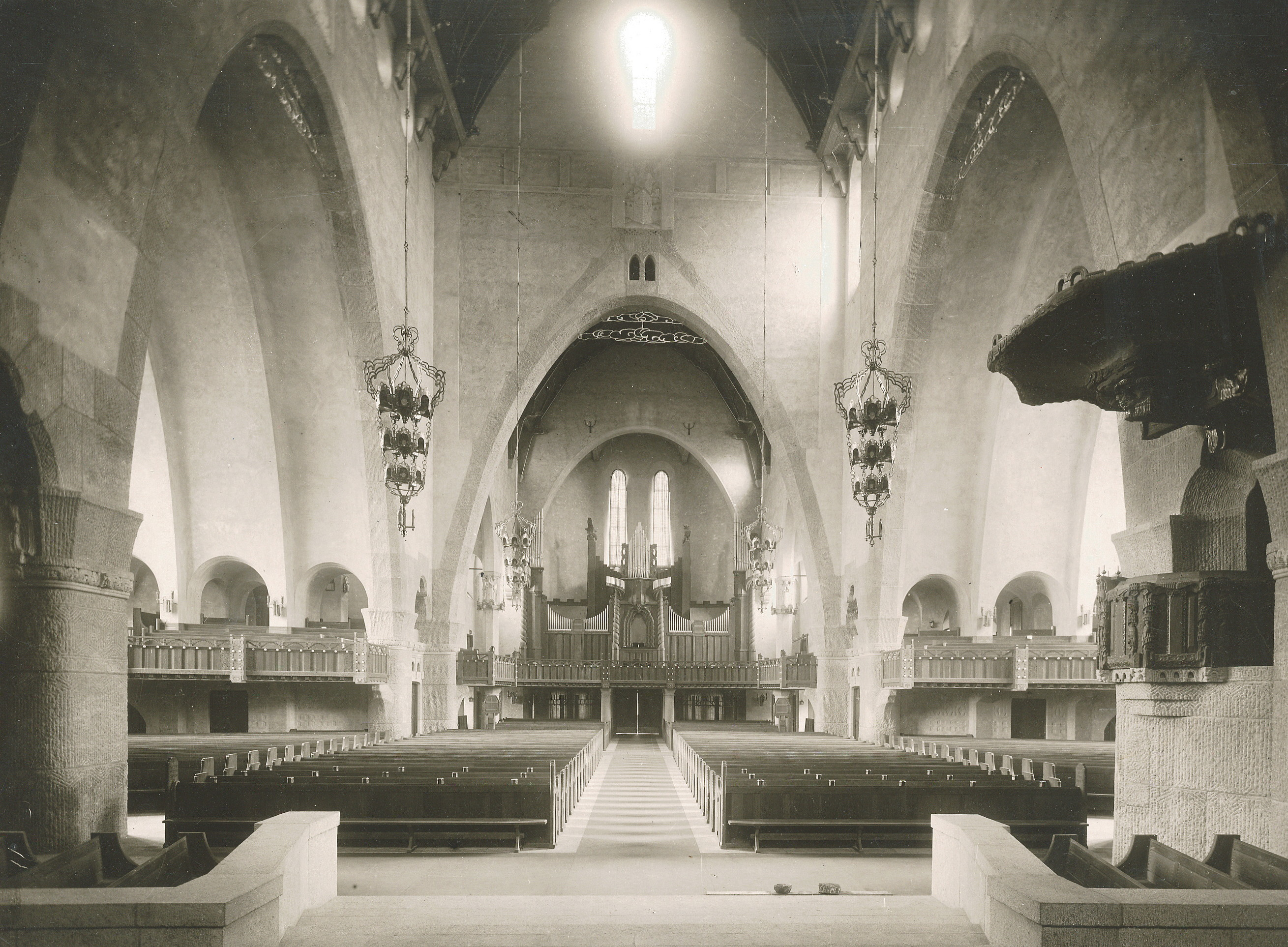
Engelbrektskyrkan, mittskeppet, sett från altaret mot orgelläktaren, 1920-tal.

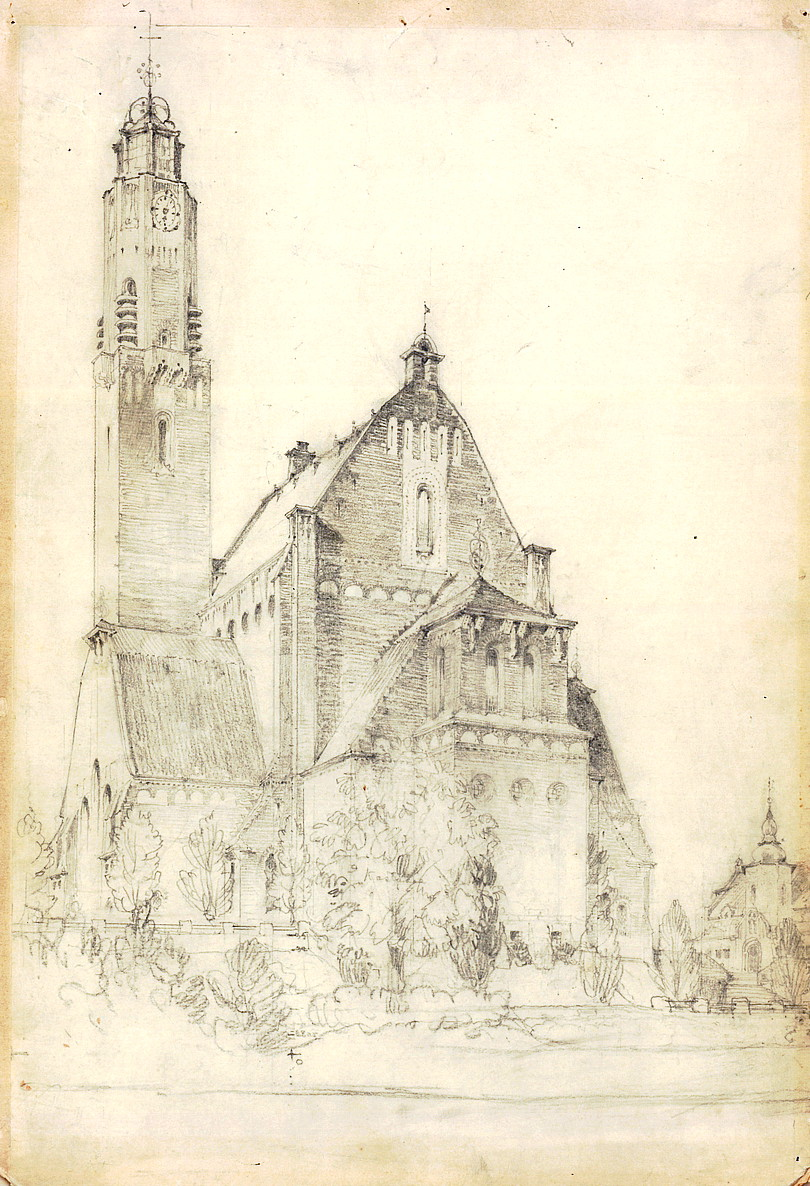
Wahlmans exteriörteckning.

Byggnadens fasader uppfördes av rödbrunt mönstermurat tegel, där höga brutna sadeltak med sina mäktiga gavlar, utsmyckade av dekorativa putspartier och blinderingar, ger huset sin speciella karaktär. Yttertaket täcktes av klarrött munk- och nunnetegel med plåtdetaljer och andra avtäckningar i kopparplåt. De lägre partierna är utförda i granit som är mönstermejslade i form av parallella linjer. Blandningen mellan jugend och nationalromantiken är närmast jämförbar med Uppenbarelsekyrkan i Saltsjöbaden som stod klar året innan. Kyrkobyggnadens materialval kom även att prägla exteriören på grannskapets bostadsbebyggelse. 
I plan bildar kyrkan ett grekiskt kors med breda korta korsarmar som ger fri blick över altare och predikstol från de flesta platser. Korutbyggnaden och  sakristian ansluter till den östra korsarmen. Mittskeppets valv bildar en parabelbåge och är det högsta i Skandinavien. Valvet är 32 meter högt och vilar på åtta pelare, vilka har inskrifter från bergspredikans åtta saligprisningar. Kyrkan rymmer cirka 1 400 personer. För mindre gudstjänster används ett kapell på södra sidan. 
Tornet står asymmetriskt placerad i vinkeln mellan södra och västra korsarmen. Tornets höjd är från översta platåns marknivå 65 meter och från slusströskeln (Stockholms dåvarande noll-plan) räknat 99 meter. Tornspiran är åttkantig och kopparklädd. Avslutningen, en gyllene brudkrona, symboliserar församlingen som Kristi brud. Tornurets verk levererades ursprungligen av Linderoths urfabrik men är numera elektrifierat. Istället för siffror finns för varje heltimme ett förgyllt ansikte med vingar vilka symboliserar änglar. 
Byggnaden togs väl emot av samtidens arkitektkollegor. Arkitekt Torben Grut ansåg att det i likhet med Östbergs rådhusförslag (senare stadshus-) var en "länk i ett genombrott inom svensk byggnadskonst" och Erik Lallerstedt sade i samband med invigningen, att Wahlman med sitt "storslagna verk Engelbrektskyrkan" hade gjort "en af de insatser, som framför andra kommer att för eftervärlden bära vittne om vår tids kultur och om dess konst och som kan bidraga till att mildra eftervärldens dom om denna vår tid."

### Renoveringar
En omfattande renovering ägde rum 1992–1993 efter ritningar av Lars Olof Torstensson. Renoveringen av kyrkorummet innebar att bland annat tak, väggar och valv rengjordes, korets kalkmålningar konserverades, en översyn utfördes av predikstolen, samtliga fönster, golv, armaturer och bänkinredning samt en textilförvaring inreddes på norra sidoläktaren. Kapellets överkalkade dekorationer i valvbågen togs fram igen, gamla armaturer återuppsattes, taket målades rött istället för brunt. Nya altare, dopfunt och knäfall uppsattes. År 2014 renoverades kyrkans fasader och torn, varvid även tornets förgyllda detaljer förnyades med bladguld. 2018 byttes yttertaket. Till finansieringen inbjöds allmänheten att "adoptera" en nockpanna. De är nästan 50 centimeter långa och 40 centimeter breda och tillverkas för hand. Den som adopterade en panna fick ett gåvobevis och sitt namn inskrivet i en liggare i kyrkan.

### Historiska bilder

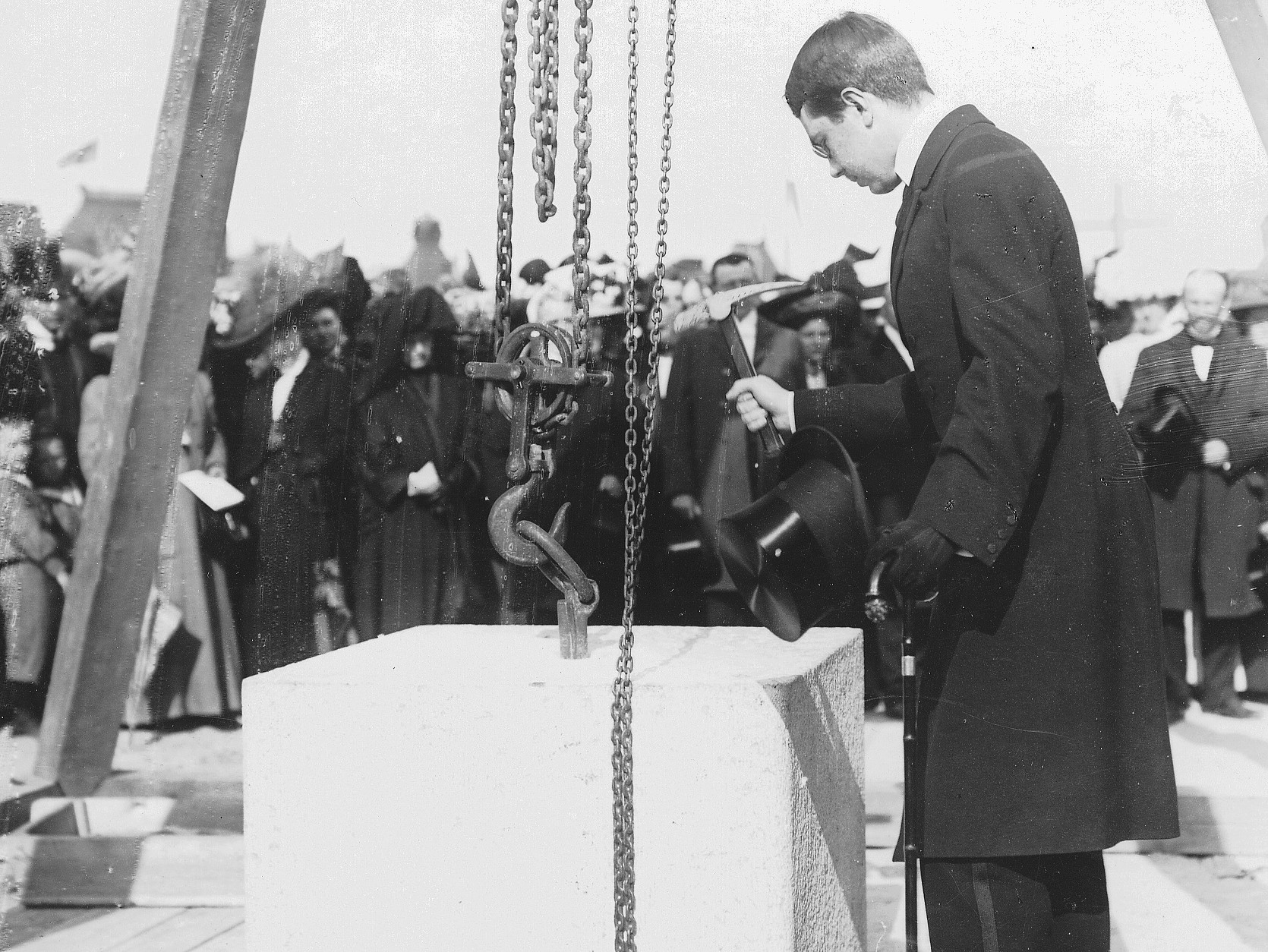
Grundstensläggning utförs av kronprins Gustaf Adolf, pingstafton 1910.
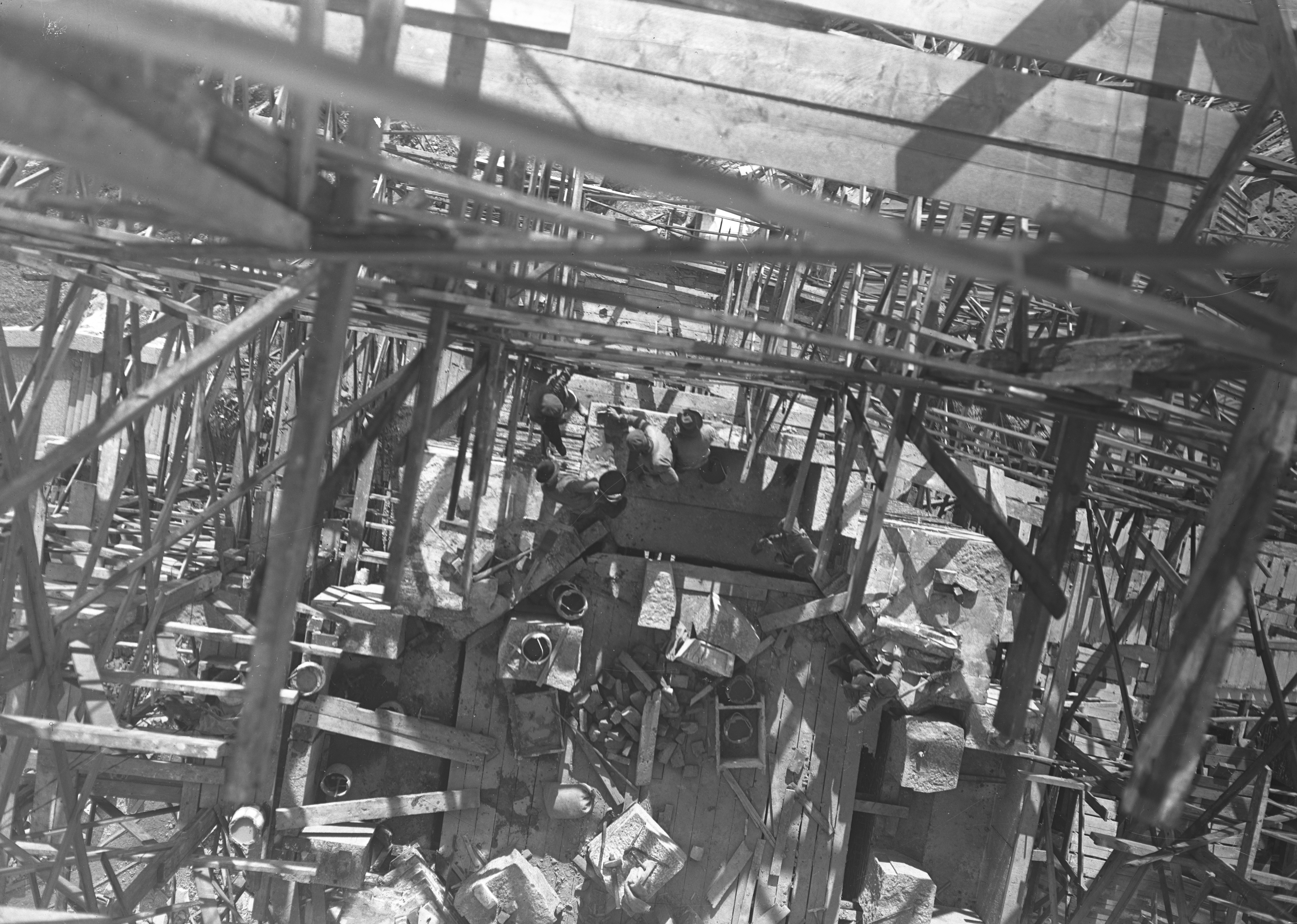
Tornet under uppförande, vy uppifrån och ner, 1912-1913.
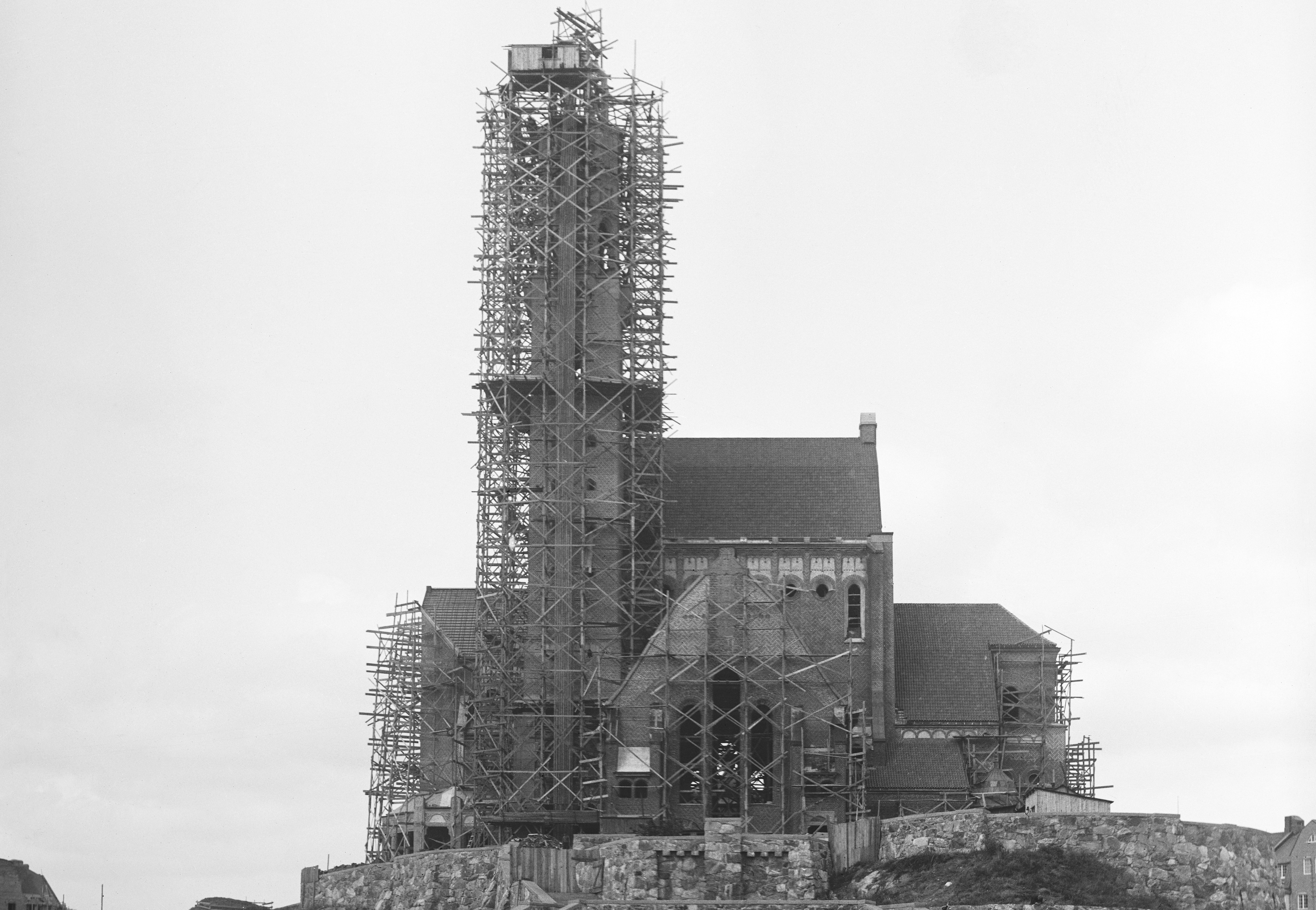
Kyrkbygget omkring 1913.
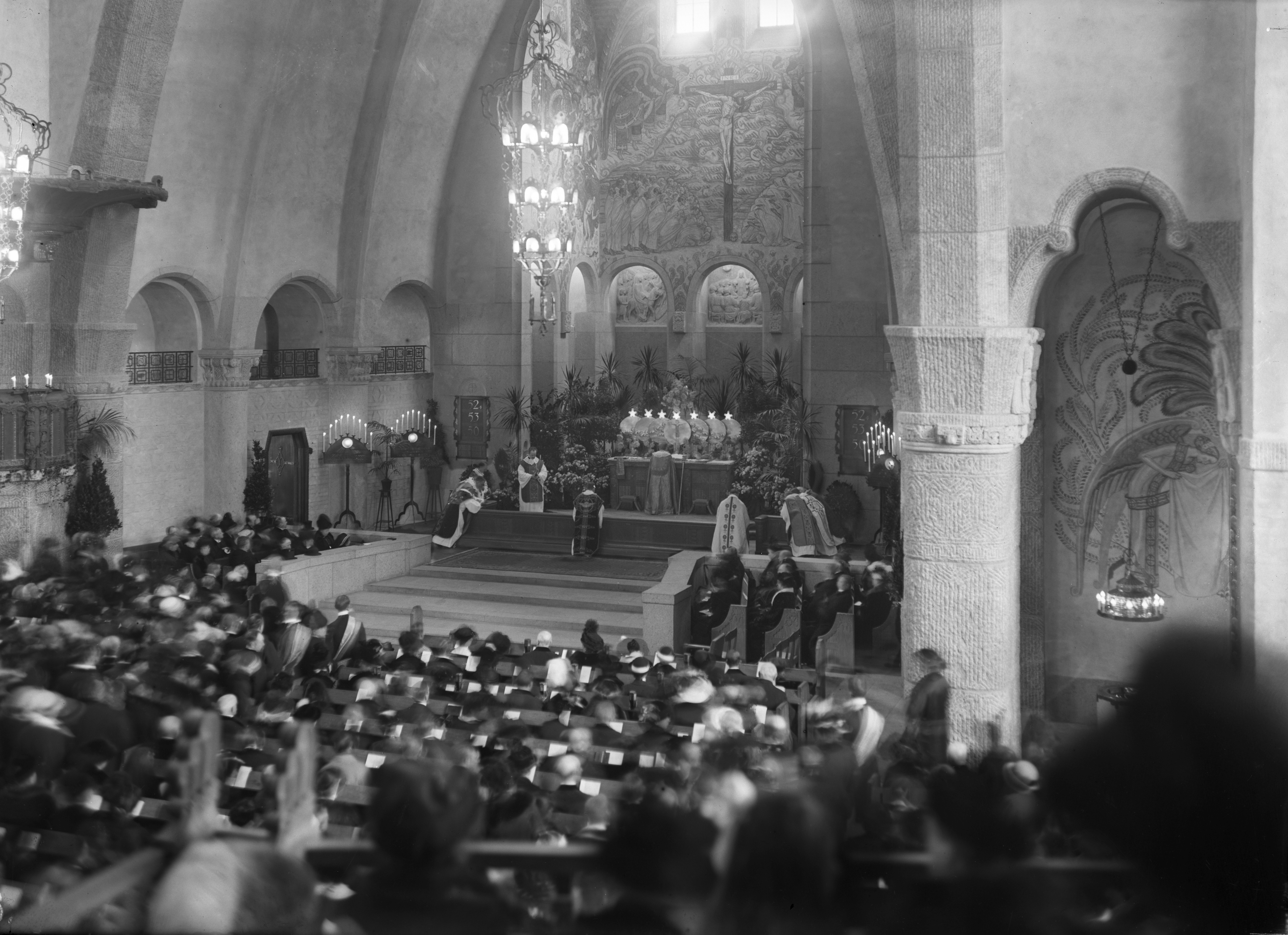
Invigningsgudstjänst den 25 januari 1914.

## Inventarier
- Norr om koret står predikstolen på ett granitfundament. Predikstolen med korg och ljudtak är av rökt ek.
- Bakom altaret står sju stora silversköldar på ett fundament. Mittersta skölden har ett Kristusmotiv. Silversköldarna är ritade och tillverkade av Olga Lanner.
- I ett dopkapell söder om koret står en åttakantig dopfunt av granit. I funten finns en stor dopskål av silver, mässing och ädla stenar.

## Engelbrekts församlingshus
Direkt norr om kyrkobyggnaden på samma platå och med sin norra fasad mot Engelbrekts Kyrkogata står Engelbrekts församlingshus med kyrksal, prästbostad och pastorsexpedition. Även den byggnaden ritades av Wahlman och ingick i samma arkitekttävling som kyrkan. 1908 fastställdes ritningarna av Kungl. Maj:t. och 1911 stod församlingshuset klart, några år före kyrkan. Med sina asymmetriskt anordnade torn, burspråk och höga gavlar ansluter församlingshemmet till kyrkans formspråk. Liksom kyrkobyggnaden är även församlingshemmet blåmärkt av Stadsmuseet.

## Kolumbariet
I berget under kyrkans torn, med ingång från Karlavägen, ligger ett kolumbarium invigt 1961 och utformat av arkitekt Åke Tengelin. Kolumbariet är inrymt i ett före detta skyddsrum som anlades i början av andra världskriget. I Engelbrekts kolumbarium finns totalt 1 492 gravnischer. Några rymmer två, de flesta upp till sex urnor. Idag (2022) är omkring 3 100 urnor gravsatta, totalt ryms nästan 7 000 urnor.

## Bilder

Exteriörer
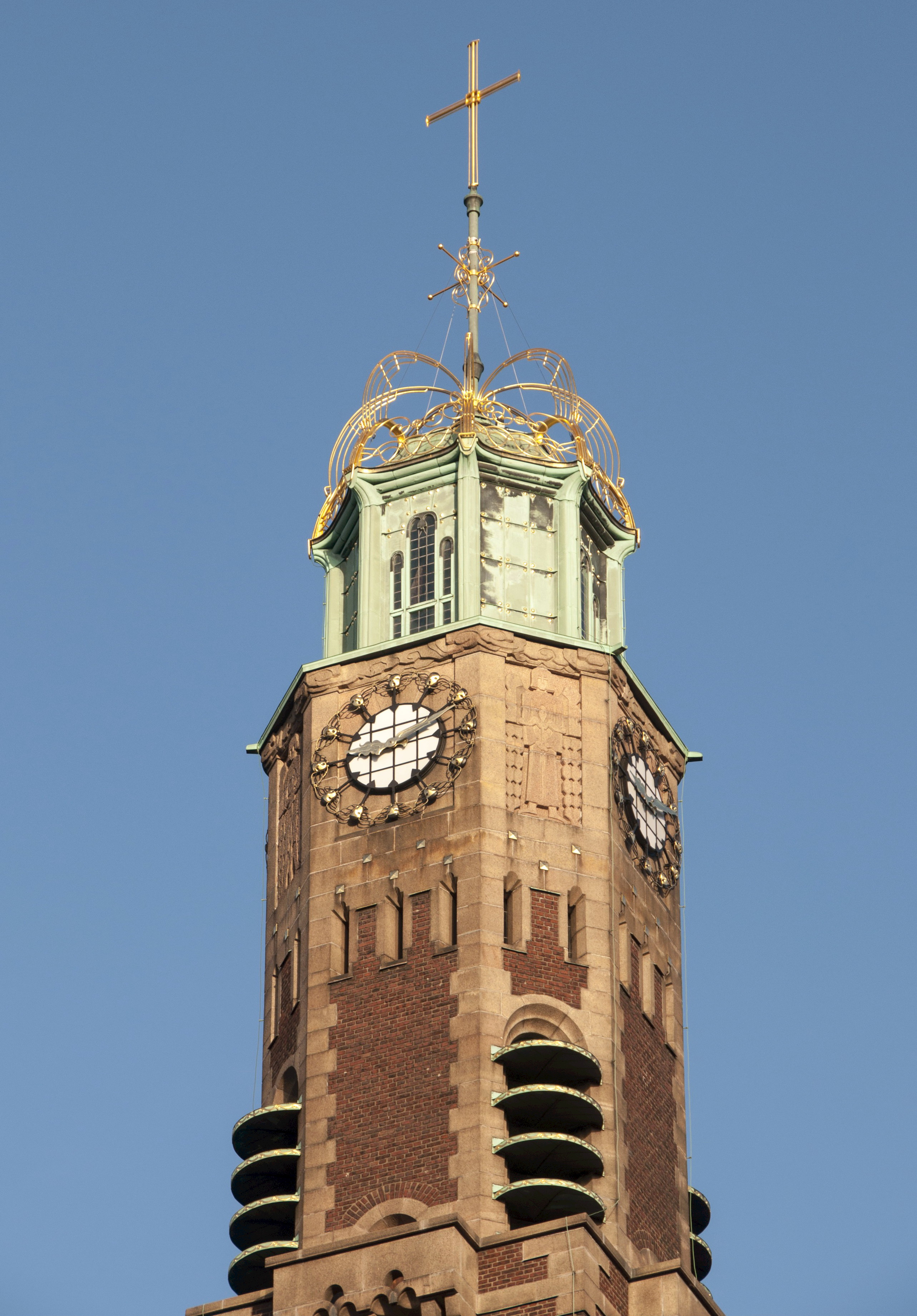
Tornspiran.
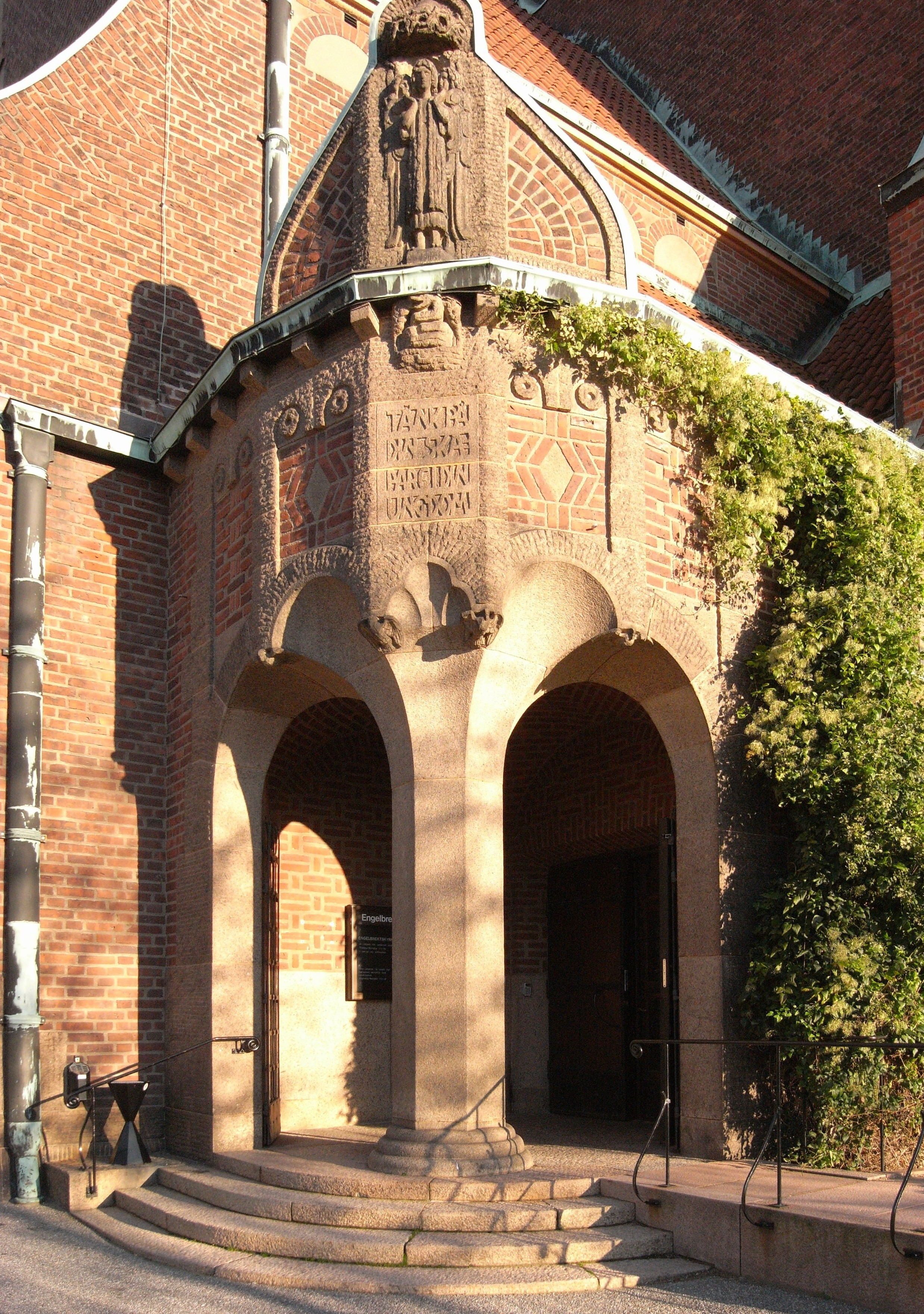
Norra entrén.
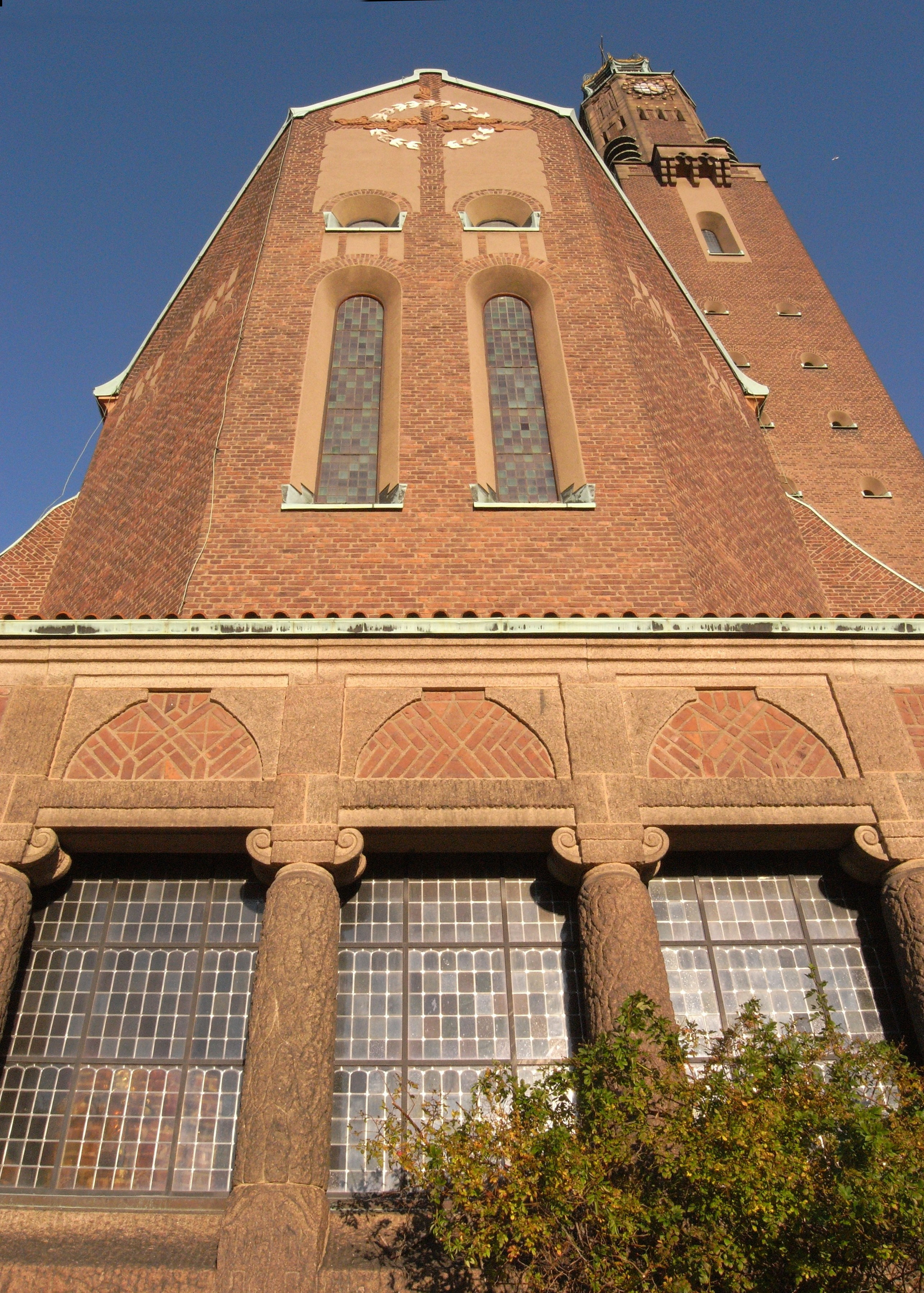
Sydvästra gaveln.
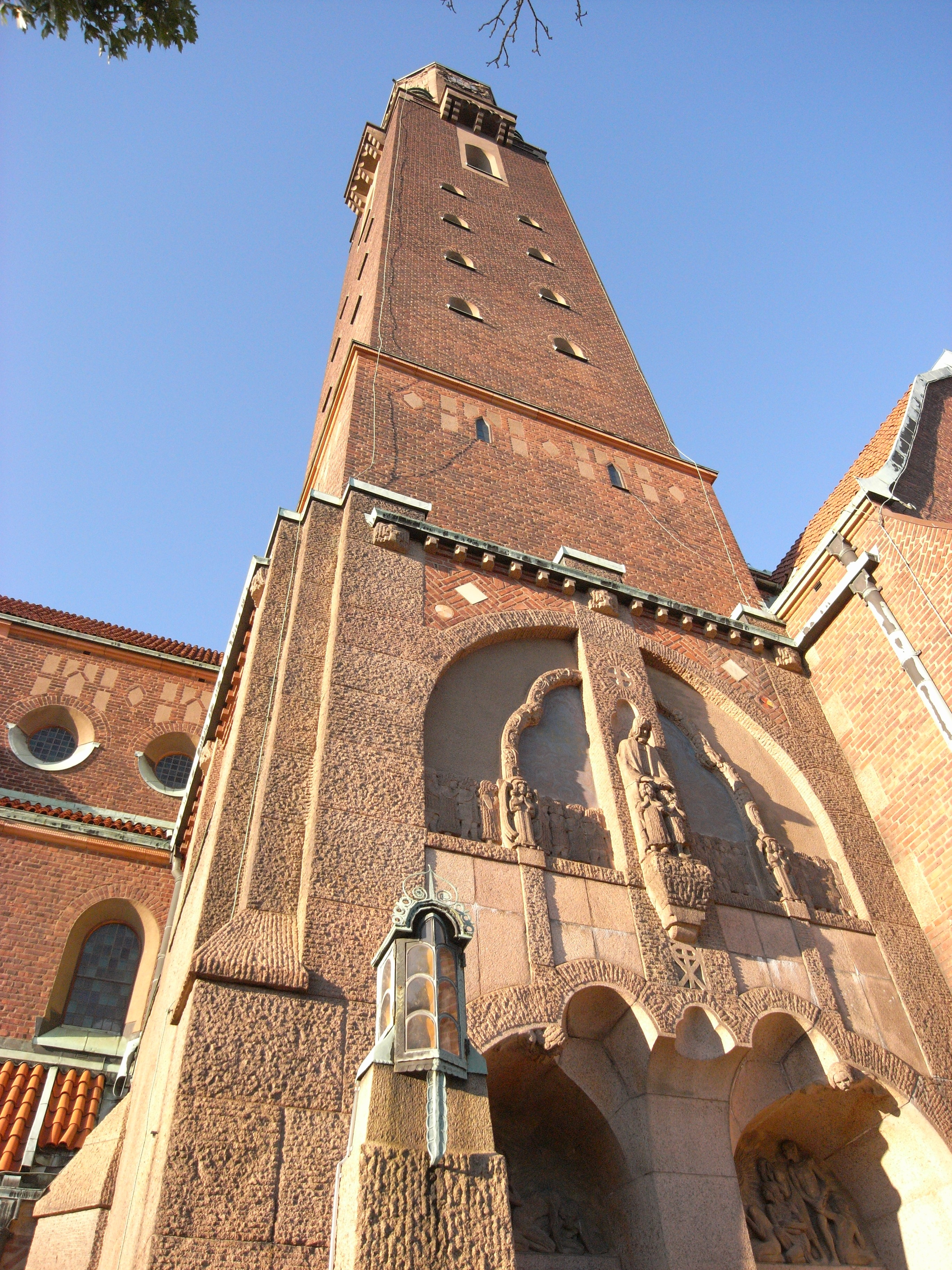
Tornet mot sydost med huvudentrén.
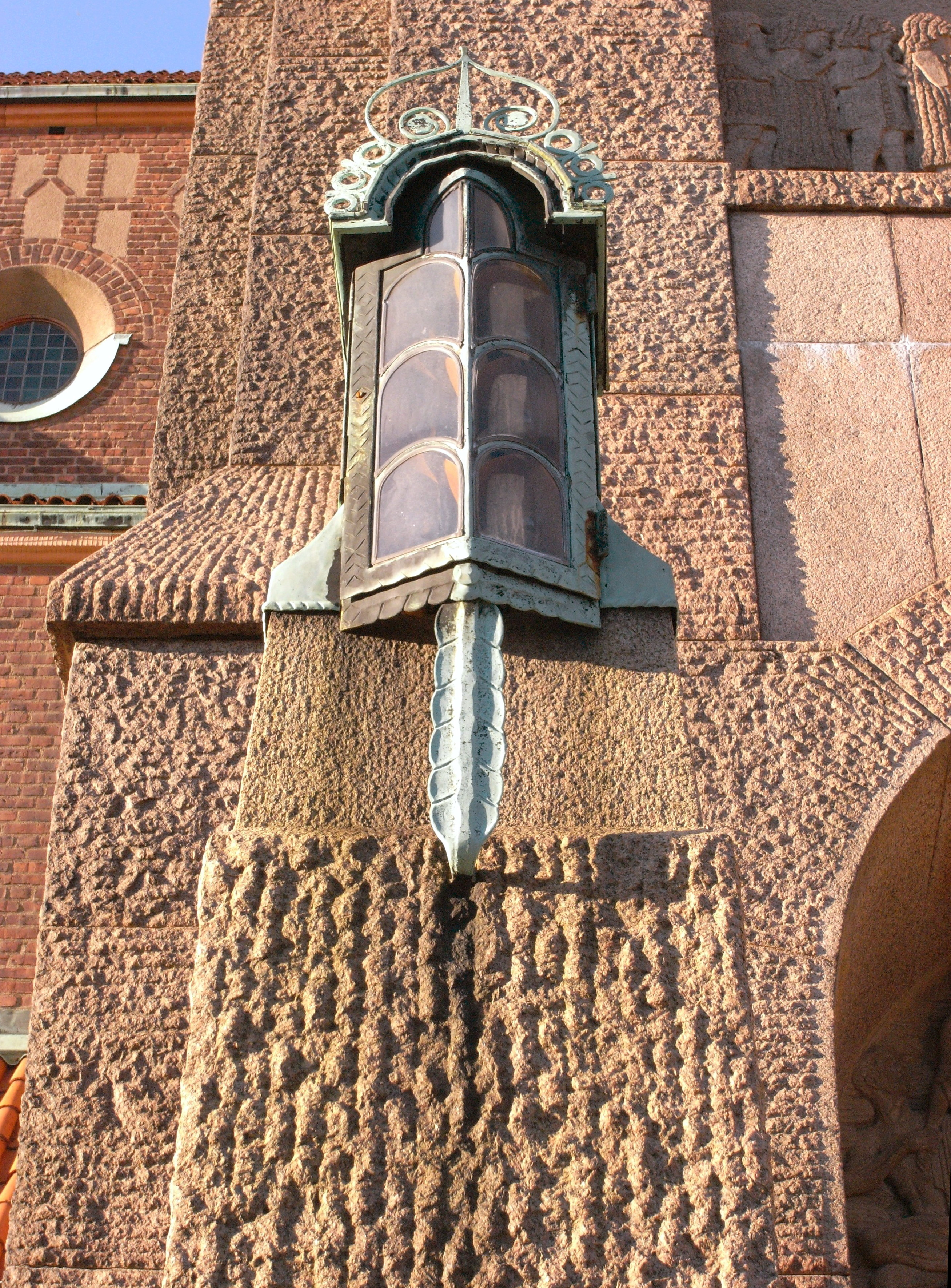
Fasaddetalj med belysningsarmatur.

Interiörer
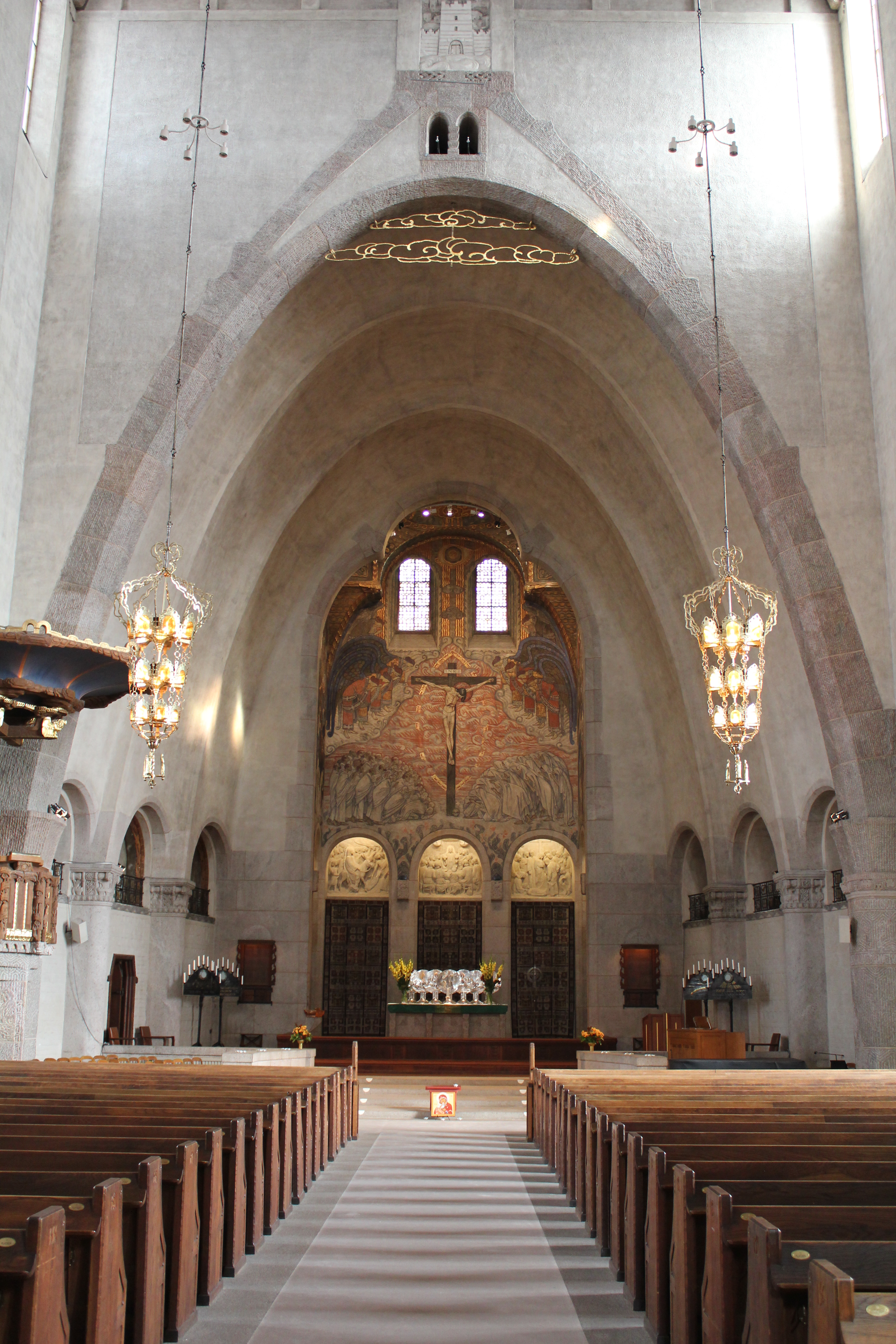
Altargången.
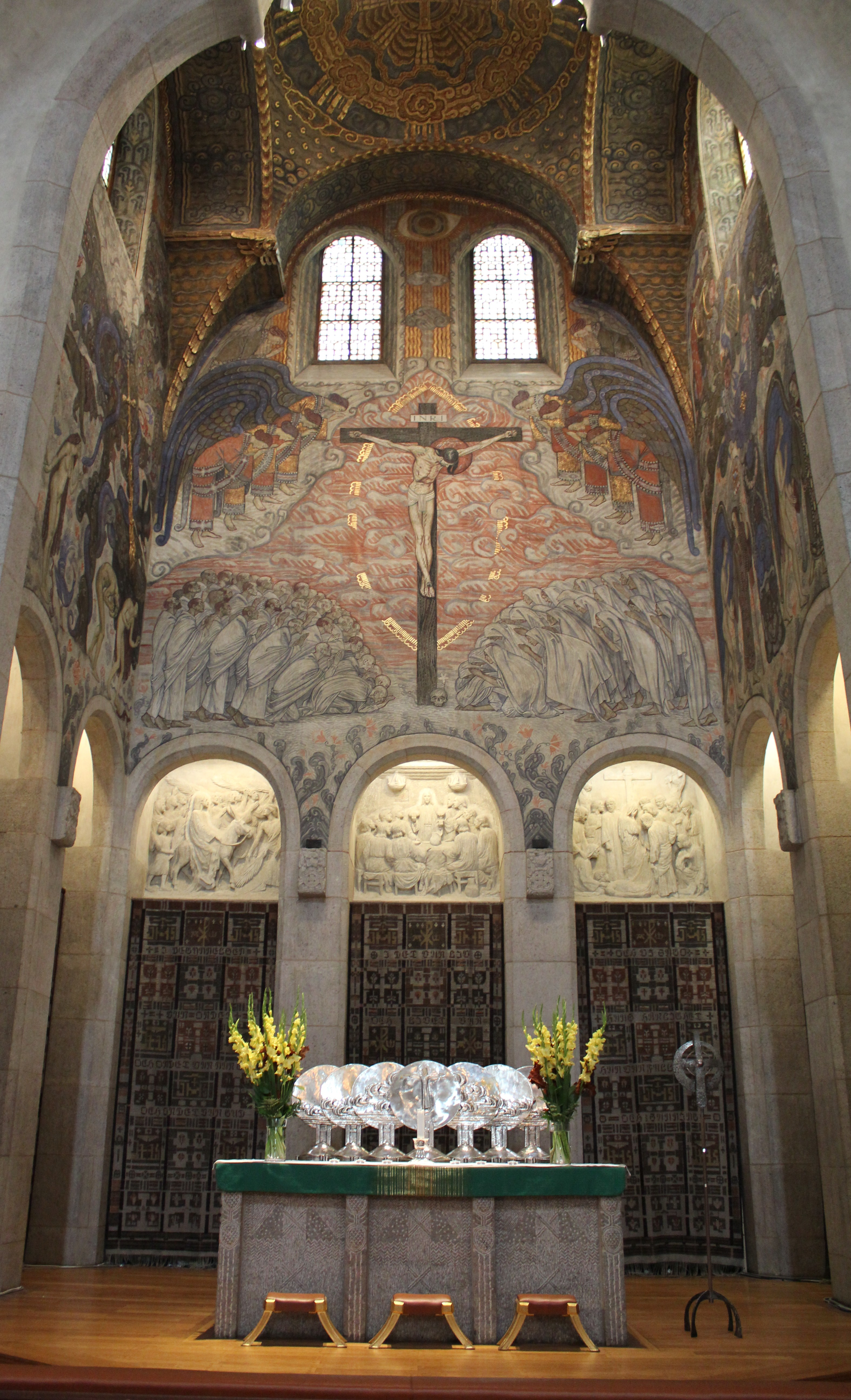
Altaret.
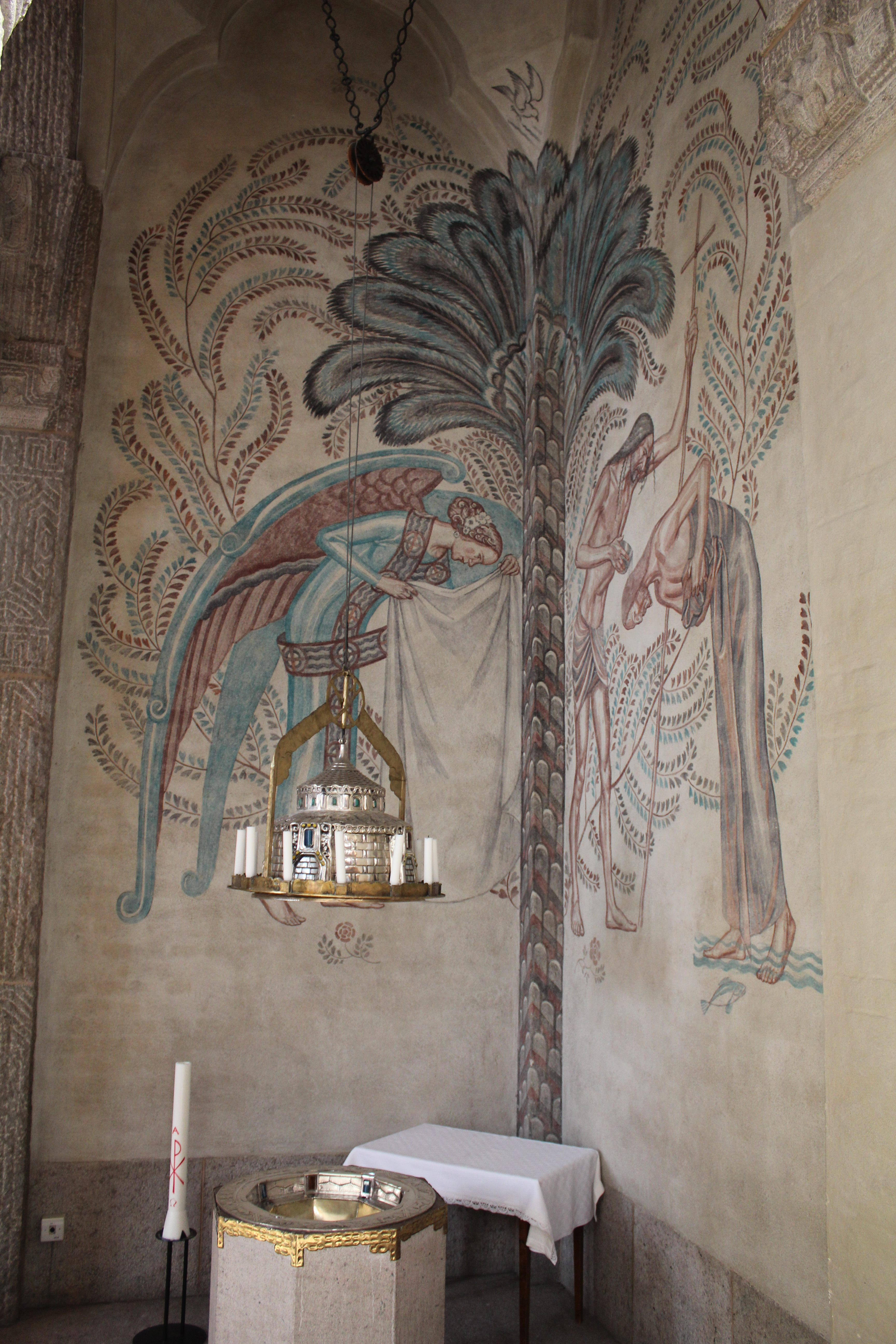
Dopaltaret.
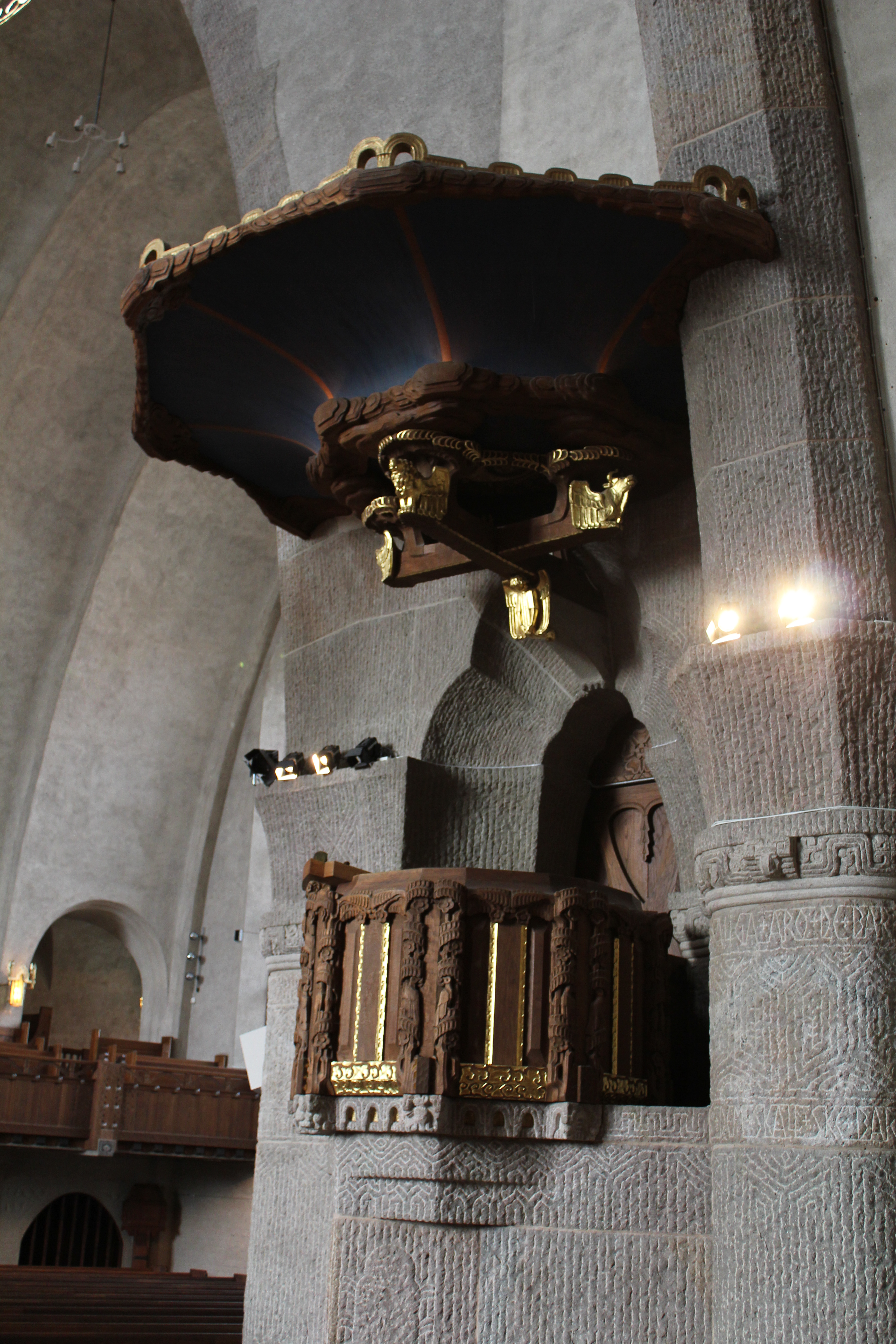
Predikstolen.
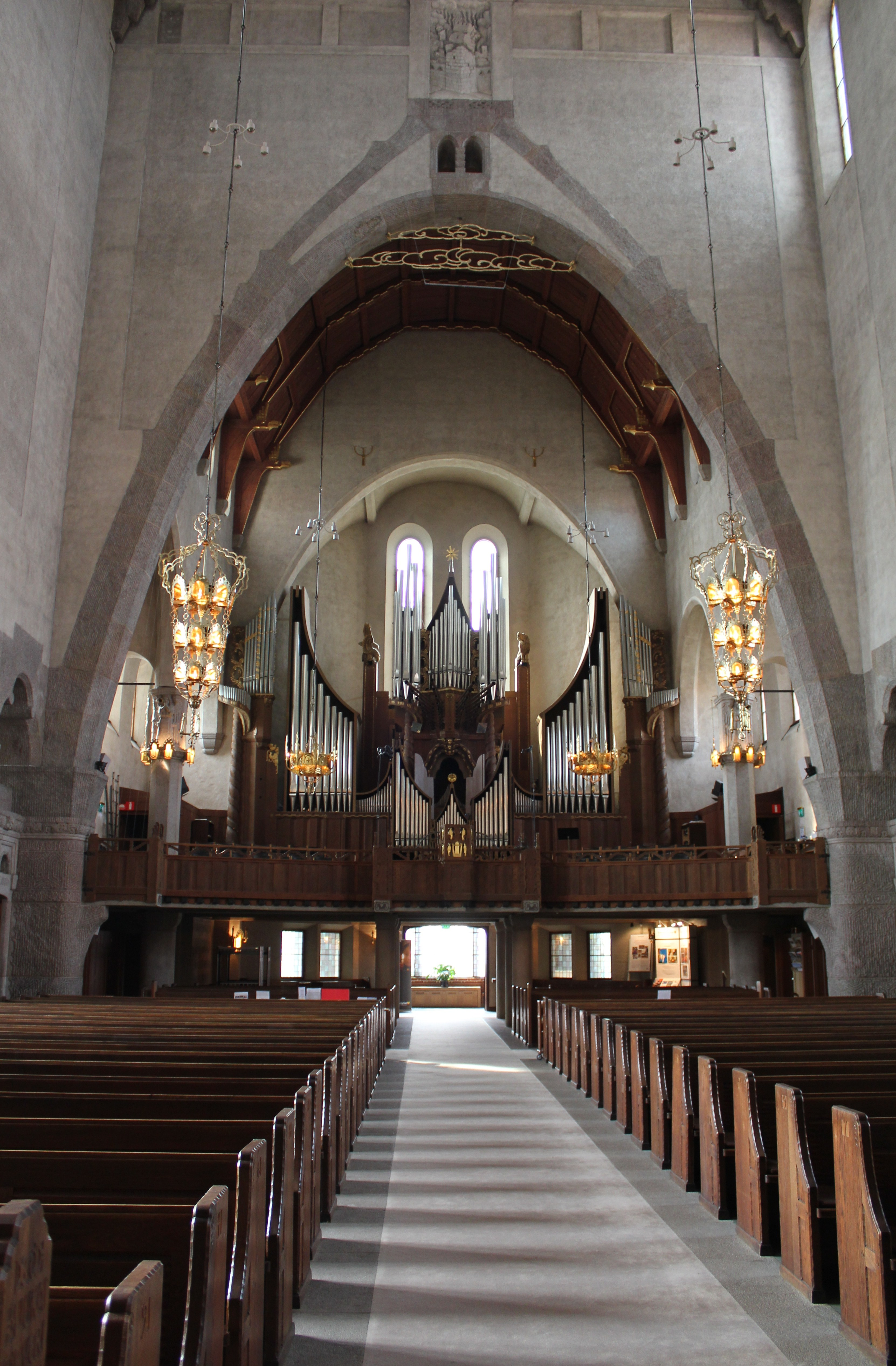
Orgelläktaren.

## Kyrkans orglar
- 1914 bygger E A Setterquist & Son, Örebro en orgel med 43 stämmor, 3 manualer och pedal.[11]

| Manual I (C-g3) | Manual II (C-g3)    | Manual III (C-g3) | Pedal (C-f1)         | Koppel      |
| --------------- | ------------------- | ----------------- | -------------------- | ----------- |
| Principal 16'   | Borduna 16'         | Borduna 16'       | Principal 16'        | II/I        |
| Borduna 16'     | Principal 8'        | Basetthorn 8'     | Violon 16'           | III/I       |
| Principal 8'    | Flûte harmonique 8' | Violin 8'         | Subbas 16'           | III/II      |
| Gamba 8'        | Dolce 8'            | Salicional 8'     | Ekobas 16' (transm.) | III/P       |
| Dubbelflöjt 8'  | Gemshorn 4'         | Voix Céleste 8'   | Quinta 12'           | II/P        |
| Octava 4'       | Flageolet 2'        | Rörflöjt 8'       | Violoncelle 8'       | I/P         |
| Quinta 3'       | Rauschkvint 2 chor  | Fugara 4'         | Borduna 8'           | I 16'/I     |
| Octava 2'       | Clarinette 8'       | Ekoflöjt 4'       | Octava 4'            | I 4'/I      |
| Cornett 4 chor  | Trumpet 8'          | Waldflöjt 2'      | Contrabasun 32'      | II 16'/II   |
| Trumpet 16'     |                     | Euphone 8'        | Basun 16'            | III 16'/III |
| Trumpet 8'      |                     | Crescendosvällare | Trumpet 8'           |             |

Registersvällare, fyra fria kombinationer, forte, tutti.
- Orgeln byggdes om 1929 av Åkerman & Lund, Sundbybergs stad magnum opus till 95 stämmor, fyra manualer och pedal.[12]

*= stämma från 1914

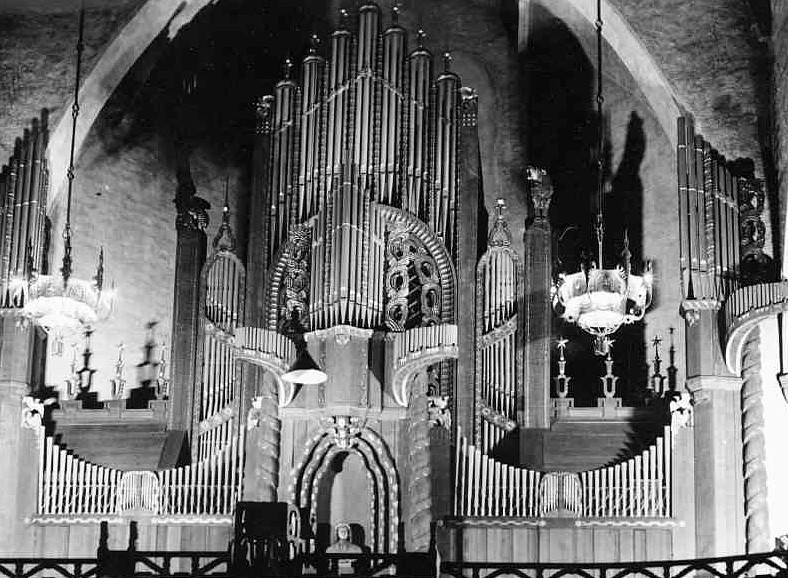
Lars Israel Wahlmans fasad från 1929.
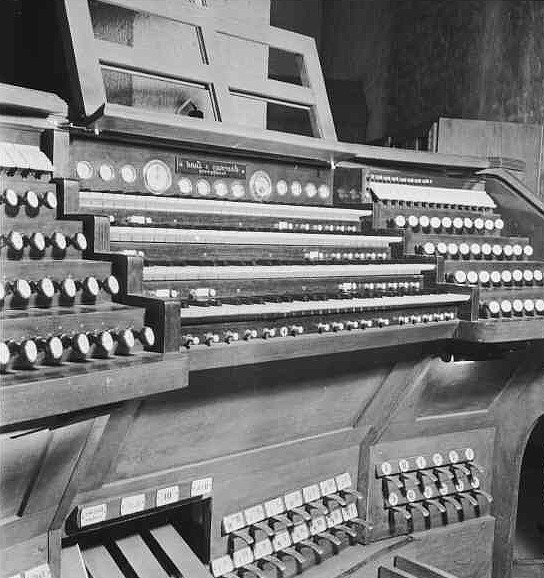
1929 års spelbord.
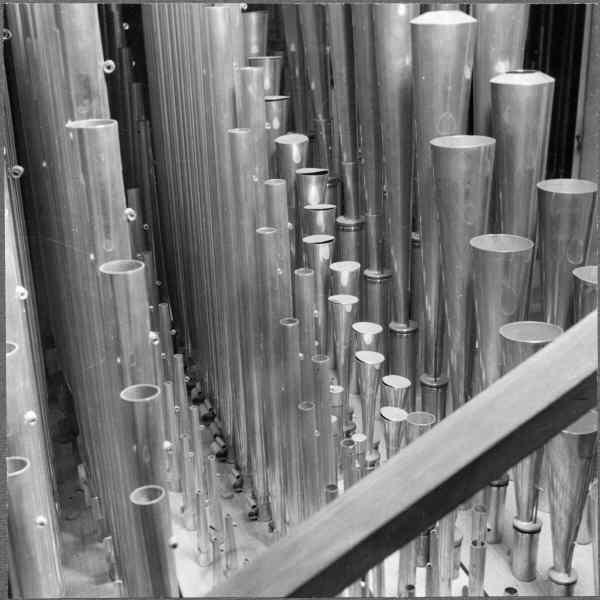
Orgel, detalj, tredje manualens verk, 1951.
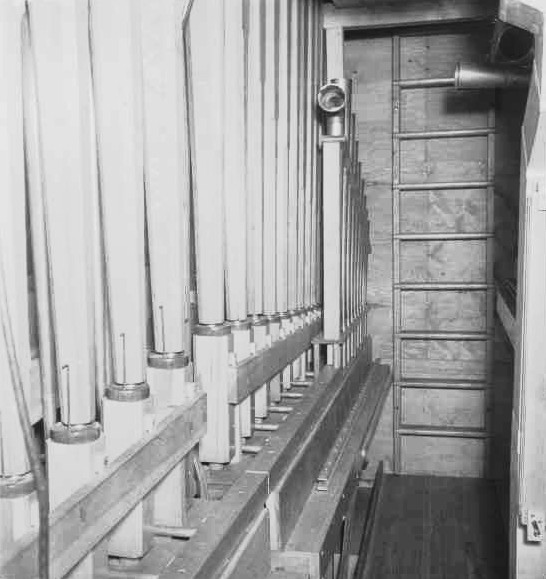
Orgel, detalj, pedalens verk, 1951.
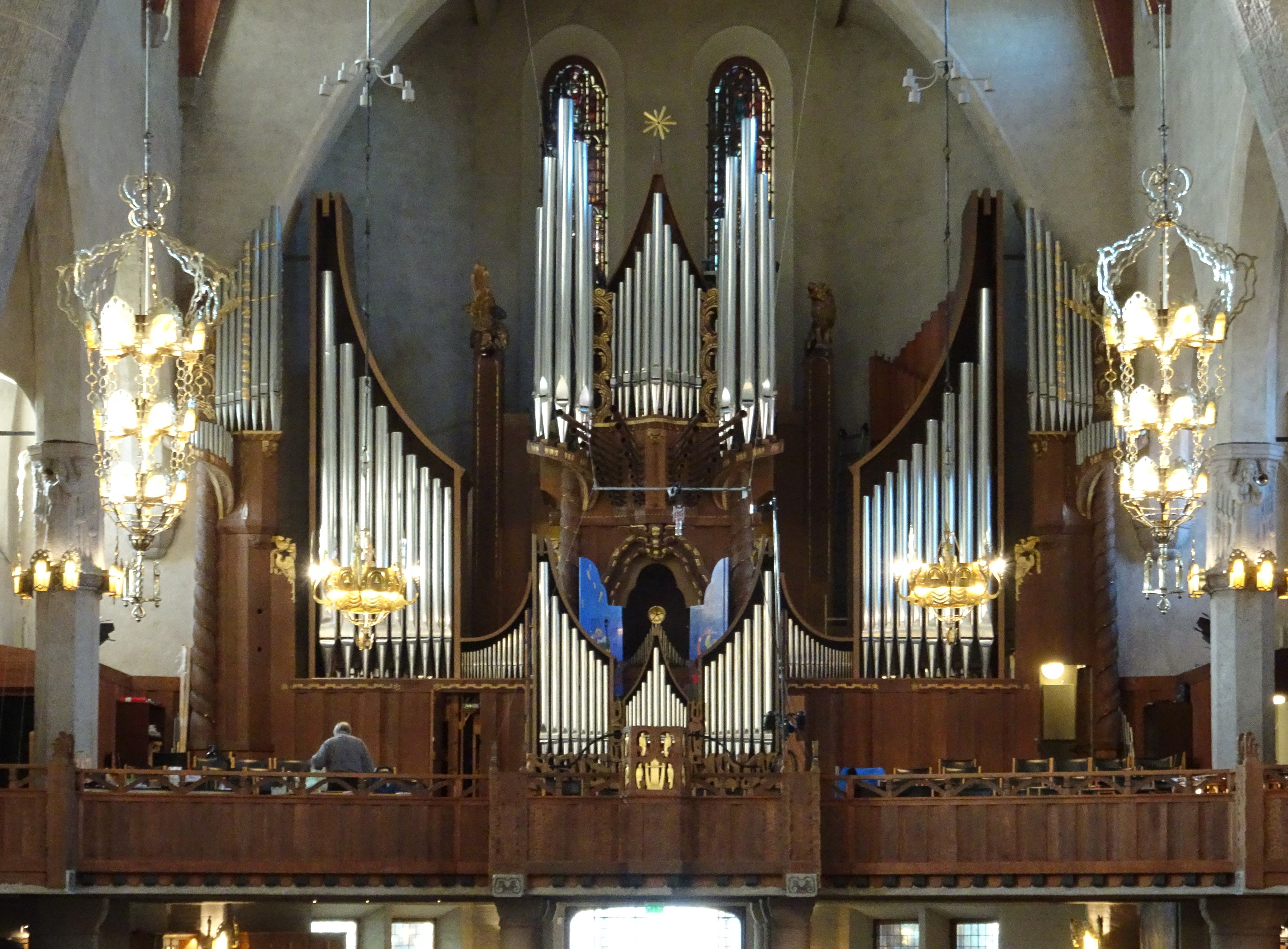
Nuvarande orgelfasad, delvis ombyggd 1964.

- Den nuvarande orgeln är byggd 1964 av Grönlunds Orgelbyggeri AB, Gammelstad och är deras magnum opus. Orgeln är mekanisk men manual V är elektrisk. Omfattar 86 stämmor och är en av landets största kyrkorglar. Det finns även en spärrventil för stor och liten pedal. Man använde delar från den föregående fasaden till den nuvarande.

### Kororgel
- Kororgeln är byggd 1962 av Marcussen & Sön, Aabenraa, Danmark och är mekanisk.

| Huvudverk I   | Bröstverk II  | Pedal          | Koppel |
| Rörflöjt 8´   | Gedackt 8´    | Subbas 16´     | I/P    |
| Principal 4´  | Blockflöjt 4´ | Gedackt 8´     | II/P   |
| Waldflöjt 2´  | Principal 2´  | Koppelflöjt 4´ | II/I   |
| Mixtur 3 chor | Nasat 1 1/3   | Kvintadena 2'  |        |
| Dulcian 8'    | Sesquialtera  | Fagott 16'     |        |
|               | Cymbel 2 chor | Regal 4'       |        |

### Lilla kapellet
I lilla kapellet står en orgel byggd 1955 av Åkerman & Lund, Knivsta och är mekanisk. Alla stämmor är delade.
| Manual           | Pedal   |
| Gedackt 8’ B/D   | Bihängd |
| Rörflöjt 4’ B/D  |         |
| Principal 2’ B/D |         |
| Oktava 1' B/D    |         |
| Regal 8' B/D     |         |

### Diskografi
Inspelningar av musik framförd på kyrkans orglar.
- Autograph. (Svenska tonsättare spelar egna orgelverk). LP. Proprius PROP 7833. 1982.
- Complete organ music / Kodaly, Zoltan, kompositör ; Fagius, Hans, orgel. CD. Bis CD 199. 1991. - Tidigare utgivet 1982 på LP.
- Konsert för orgel & stråkorkester med pukor g-moll / Poulenc, Francis, kompositör ; Svit för orgel / Alain, Jehan, kompositör ; Te deum ; Konsert för orgel & orkester nr 2 / Langlais, Jean, kompositör / Johnsen, Kjell, orgel. CD. Proprius PRCD 9085. 1993. - Tidigare utgivet 1977 på LP.
- Requiem, op 21 ; Choral pieces a cappella ; Florez and Blanzeflor, op 12 / Lindberg, Oskar, kompositör. CD. Sterling CDS 1013-2. 1993. - Tidigare utgivet på LP 1981-1986.
- Svenska psalmer ur Koralboken / Martin Lidstams vokalensemble ; Lindroth, Henry, orgel. LP. Swedish Society Discofil, Telefunken LT 33159. 1963.